# Gosho Aoyama

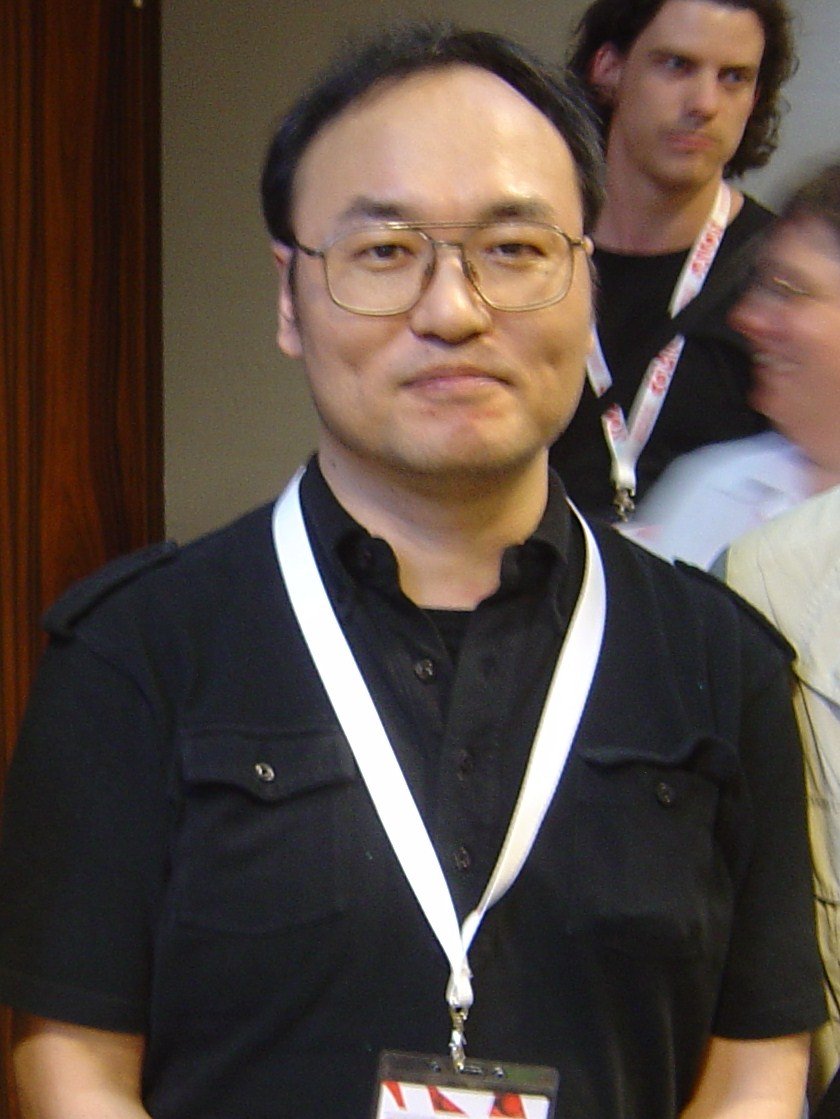
Gosho Aoyama auf dem Comic-Salon Erlangen (2006)

Gosho Aoyama (japanisch 青山 剛昌, Aoyama Gōshō, * 21. Juni 1963 in Daiei (heute: Hokuei), Präfektur Tottori) ist ein japanischer Manga-Zeichner.
Seinen ersten Manga mit dem Titel Chotto Mattete (ちょとまってて) veröffentlichte er 1986. Zu seinen wichtigsten Werken zählen unter anderem Yaiba, Kaito Kid und Detektiv Conan. Vor allem letztgenannte Serie, mit mittlerweile über 100 Manga-Bänden, über 1000 Anime-Folgen und 28 Kinofilmen brachte Aoyama großen internationalen Ruhm und wirtschaftlichen Erfolg: So befand er sich z. B. im Jahr 2000 auf Platz drei der meistverdienenden japanischen Privatleute und im Jahr 2001 auf Platz sechs, 2004 war er neben Rumiko Takahashi der meistverdienende Mangaka.
Für Yaiba erhielt er 1993 den 38. Shōgakukan-Manga-Preis in der Kategorie „Kinder“ und für Detektiv Conan 2001 den 46. Shogakukan-Manga-Preis in der Kategorie Shōnen.
Gosho Aoyama betreibt neben dem Zeichnen von Manga auch Kendō und Baseball. Er besucht häufiger das Hanshin-Kōshien-Stadion mit dem Mangaka Mitsuru Adachi. Außerdem ist er nicht nur Fußball-, sondern auch ein großer Krimi-Fan, vor allem von Sherlock-Holmes-Romanen, deren Figuren und Motive er häufig in die Handlung von Detektiv Conan einfließen lässt.
Am 5. Mai 2005 heiratete er Minami Takayama, Sängerin der japanischen Pop-Gruppe Two-Mix und Anime-Synchronsprecherin, die unter anderem die Hauptfigur Conan Edogawa im Anime zu Detektiv Conan synchronisiert und als Teil von Two-Mix auch einen Gastauftritt in dem Anime hat. Am 10. Dezember 2007 berichteten japanische Zeitungen, dass sie sich haben scheiden lassen.
Im Juni 2006 besuchte Aoyama auf Einladung von Egmont Manga und Anime den Comic-Salon Erlangen.

## Werke
- Chotto Mattete (1986), One-shot
- Kaito Kid (seit 1987)
- Yaiba (1988–1993)
- 3rd Base 4th (1991–1993)[4]
- Aoyama Gōshō Tanpenshū (1994, Wiederauflage 2011[5], Kurzgeschichtenband)
- Detektiv Conan (seit 1994)
- Tell Me A Lie (2007), One-shot